# Jeffrey Dean Morgan
Jeffrey Dean Morgan, född 22 april 1966 i Seattle i Washington, är en amerikansk skådespelare. Han är känd för sina roller som John Winchester i TV-serien Supernatural (2005–2007; 2019), Denny Duquette i TV-serien Grey's Anatomy (2006–2009), The Comedian i filmen Watchmen (2009), Jason Crouse i TV-serien The Good Wife (2015–2016) och Negan i TV-serien The Walking Dead (2016–2022).

## Biografi
Morgan föddes i Seattle, Washington till Sandy Thomas och Richard Dean Morgan. Morgan var en basketspelare i high school och på universitet, tills en knäskada avslutade hans karriär inom idrotten. Han arbetade som grafisk konstnär under en kortare tid, tills han hjälpte en kompis flytta till Los Angeles. Därefter inledde han sin skådespelarkarriär.

## Karriär
Morgan har medverkat i över 25 långfilmer. Men huvuddelen av hans arbete har varit inom TV. 
År 2005 och 2006 medverkade Morgan samtidigt i tre TV-serier: i Supernatural som John Winchester, i en återkommande roll på Grey's Anatomy som Denny Duquette och som Judah Botwin i två avsnitt av Weeds. År 2007 medverkade han i filmen The Accidental Husband.
År 2009 porträtterade Morgan som The Comedian i Watchmen, baserad på Alan Moores grafiska roman. År 2011 medverkade han i kriminalthrillern Texas Killing Fields som en morddetektiv.
År 2016 började Morgan spela sin mest uppmärksammade roll hittills, som Negan i TV-serien The Walking Dead. Rollfiguren medverkade för första gången i sjätte säsongsfinalen den 3 april 2016 och Morgan spelade sedan Negan, seriens främsta antagonist, under den sjunde och åttonde säsongen.

## Privatliv
År 2007, var han kortvarigt förlovad med sin tidigare Weeds-motspelare Mary-Louise Parker; de bröt sin förlovning i april 2008. År 2009 berättade skådespelerskan och producenten Sherrie Rose att hon hade en son med Morgan. Morgan har inte bekräftat eller förnekat detta.
År 2009 inledde Morgan en relation med skådespelaren Hilarie Burton. Parets son föddes i mars 2010  och i februari 2018 föddes deras dotter. Den 5 oktober 2019 gifte sig paret.

## Filmografi i urval

### Film
| År   | Titel                              | Roll                         | Anmärkningar                             |
| ---- | ---------------------------------- | ---------------------------- | ---------------------------------------- |
| 2004 | Six: The Mark Unleashed            | Tom Newman                   | Direkt-till-DVD                          |
| 2007 | Live!                              | Rick                         |                                          |
| 2007 | Fred Claus                         | Man får parkeringsbiljett    | Okrediterad                              |
| 2007 | P.S. I Love You                    | William Gallagher            |                                          |
| 2008 | The Accidental Husband             | Patrick Sullivan             | Direkt-till-DVD                          |
| 2009 | Watchmen                           | Edward Blake / Comedian      |                                          |
| 2009 | Taking Woodstock                   | Dan                          |                                          |
| 2010 | Shanghai                           | Connor                       |                                          |
| 2010 | The Losers                         | Clay                         |                                          |
| 2010 | Jonah Hex                          | Jeb Turnbull                 | Okrediterad                              |
| 2011 | The Resident                       | Max                          |                                          |
| 2011 | Peace, Love & Misunderstanding     | Jude Fisher                  |                                          |
| 2011 | Texas Killing Fields               | Brian Heigh                  |                                          |
| 2011 | The Courier                        | The Courier                  | Direkt-till-DVD, även exekutiv producent |
| 2012 | The Possession                     | Clyde Brenek                 |                                          |
| 2012 | Red Dawn                           | Sgt. Maj. Andrew Tanner USMC |                                          |
| 2014 | The Salvation                      | Delarue                      |                                          |
| 2015 | Solace                             | Agent Joe Merriweather       |                                          |
| 2015 | Heist                              | Luke Vaughn                  | Direkt-till-DVD                          |
| 2015 | Desierto                           | Sam                          |                                          |
| 2016 | Batman v Superman: Dawn of Justice | Thomas Wayne                 | Okrediterad                              |
| 2018 | Rampage                            | Agent Harvey Russell         |                                          |
| 2020 | The Postcard Killings              | Jacob Kanon                  | Även exekutiv producent                  |
| 2021 | The Unholy                         | Gerry Fenn                   |                                          |
| 2022 | Fall                               | James                        |                                          |

### Tv
| År              | Titel                       | Roll                   | Anmärkningar                                                       |
| --------------- | --------------------------- | ---------------------- | ------------------------------------------------------------------ |
| 1996–1997       | The Burning Zone            | Dr. Edward Marcase     | Huvudroll                                                          |
| 2005–2007; 2019 | Supernatural                | John Winchester/Azazel | Återkommande; 13 avsnitt                                           |
| 2006–2009       | Grey's Anatomy              | Denny Duquette         | Återkommande (säsong 2–3, 5); 23 avsnitt                           |
| 2012–2013       | Magic City                  | Ike Evans              | Huvudroll                                                          |
| 2015            | Extant                      | JD Richter             | Huvudroll                                                          |
| 2015–2016       | The Good Wife               | Jason Crouse           | Huvudroll (säsong 7)                                               |
| 2016–2022       | The Walking Dead            | Negan                  | 64 avsnitt Särskild gäststjärna (säsong 6) Huvudroll (säsong 7–11) |
| 2023            | The Walking Dead: Dead City | Negan                  | Huvudroll; även exekutiv producent                                 |
| 2023            | The Boys                    | Tek Knight             | Återkommande roll (säsong 4)                                       |